# Falsa identità (film 1994)
Falsa identità (Die Sieger) è un film del 1994 diretto da Dominik Graf. Nel 2019 al Festival di Berlino è stata presentata la versione director's cut.

## Trama
Un'unità speciale della polizia tedesca si imbatte in un gigantesco complotto criminale politico-finanziario.